# Psychoda formosiensis
Psychoda formosiensis är en tvåvingeart som beskrevs av Tokunaga 1957. Psychoda formosiensis ingår i släktet Psychoda och familjen fjärilsmyggor. Inga underarter finns listade i Catalogue of Life.